# افغانستان در المپیک تابستانی ۲۰۰۴
افغانستان پس از سقوط طالبان توانست به بازی‌های المپیک در سال ۲۰۰۴ بازی‌های المپیک تابستانی در آتن که از ۱۳ تا ۲۹ اوت ۲۰۰۴ برگزار می‌شد به این مسابقات بازگردد.
در زمان طالبان افغانستان در مسابقات المپیک حضور نداشت، اما با سقوط طالبان افغانستان توانست در مسابقات المپیک تابستانی در سال ۲۰۰۰ حضور پیدا کند. با سقوط طالبان افغانستان توانست در بازیهای المپیک تابستانی در سال ۲۰۰۴ شرکت کند در حالی که دو ورزشکاران زن (فریبا رضایی و روبینا مقیم‌یار) به نمایندگی از افغانستان برای اولین بار در تاریخ این کشور حضور داشتند. در سال ۲۰۰۴ ورزشکاران افغانستان تلاش کردند تا بهترین پایان را که متعلق به محمد ابراهیمی که در مکان پنجمی را در بازی‌های المپیک تابستانی ۱۹۶۴ بود را بدست آورند.

## دو و میدانی
افغانستان ورزشکاران تا کنون دست استانداردهای مقدماتی در زیر دو و میدانی حوادث (تا حداکثر ۳ ورزشکاران در هر رویداد در ' استاندارد و ۱ در 'B' استاندارد).
مردان
| ورزشکار     | رویداد  | گرما  | گرما | چهارم      | چهارم      | نیمه نهایی | نیمه نهایی | نهایی      | نهایی      |
| ورزشکار     | رویداد  | نتیجه | رتبه | نتیجه      | رتبه       | نتیجه      | رتبه       | نتیجه      | رتبه       |
| ----------- | ------- | ----- | ---- | ---------- | ---------- | ---------- | ---------- | ---------- | ---------- |
| مسعود عزیزی | ۱۰۰ متر | ۱۱٫۶۶ | ۸    | صعود نکرد. | صعود نکرد. | صعود نکرد. | صعود نکرد. | صعود نکرد. | صعود نکرد. |

زنان
| ورزشکار        | رویداد  | گرما     | گرما | چهارم      | چهارم      | نیمه نهایی | نیمه نهایی | نهایی      | نهایی      |
| ورزشکار        | رویداد  | نتیجه    | رتبه | نتیجه      | رتبه       | نتیجه      | رتبه       | نتیجه      | رتبه       |
| -------------- | ------- | -------- | ---- | ---------- | ---------- | ---------- | ---------- | ---------- | ---------- |
| روبینا مقیم‌یار | ۱۰۰ متر | ۱۴.۱۴ NR | ۷    | صعود نکرد. | صعود نکرد. | صعود نکرد. | صعود نکرد. | صعود نکرد. | صعود نکرد. |

## بوکس
در مسابقات المپیک سال ۲۰۰۴ یک بوکسور از افغانستان حضور داشت.
| ورزشکار        | رویداد  | دور از ۳۲                | دور ۱۶     | یک چهارم نهایی | نیمه نهایی | نهایی      | نهایی      |
| ورزشکار        | رویداد  | نتیجه                    | نتیجه      | نتیجه          | نتیجه      | نتیجه      | رتبه       |
| -------------- | ------- | ------------------------ | ---------- | -------------- | ---------- | ---------- | ---------- |
| بشارمال سلطانی | سبک وزن | Hikal (EGY) · شکست ۱۲-۴۰ | صعود نکرد. | صعود نکرد.     | صعود نکرد. | صعود نکرد. | صعود نکرد. |

## جودو
یکی از دو نماینده زن افغانستان که توانسته بودند برای اولین بار در مسابقات المپیک حضور داشته باشد در رشته جودو به مبارزه پرداخت.
| ورزشکار     | رویداد           | دور از ۳۲                     | دور ۱۶     | یک چهارم نهایی | نیمه نهایی | شانس دوم ۱ | شانس دوم ۲ | شانس دوم ۳ | نهایی      | نهایی      |
| ورزشکار     | رویداد           | نتیجه                         | نتیجه      | نتیجه          | نتیجه      | نتیجه      | نتیجه      | نتیجه      | نتیجه      | رتبه       |
| ----------- | ---------------- | ----------------------------- | ---------- | -------------- | ---------- | ---------- | ---------- | ---------- | ---------- | ---------- |
| فریبا رضایی | زنان -۷۰ کیلوگرم | Blanco (ESP) · شکست ۰۰۰۰-۱۰۰۰ | صعود نکرد. | صعود نکرد.     | صعود نکرد. | صعود نکرد. | صعود نکرد. | صعود نکرد. | صعود نکرد. | صعود نکرد. |

## کشتی
کلید:
- VT - پیروزی افتد.
- PP - تصمیم امتیاز - بازنده با نکات فنی است.
- PO - تصمیم امتیاز - بازنده بدون نکات فنی است.

مردان آزاد
| ورزشکار         | رویداد      | مقدماتی                      | مقدماتی                           | مقدماتی | چهارم      | نیمه نهایی | نهایی      | نهایی |
| ورزشکار         | رویداد      | نتیجه                        | نتیجه                             | رتبه    | نتیجه      | نتیجه      | نتیجه      | رتبه  |
| --------------- | ----------- | ---------------------------- | --------------------------------- | ------- | ---------- | ---------- | ---------- | ----- |
| بشیر احمد رحمتی | -۵۵ کیلوگرم | Mansurov (UZB) · شکست ۰-۴ ST | ماولت باتیروف (RUS) · شکست ۰-۴ ST | ۳       | صعود نکرد. | صعود نکرد. | صعود نکرد. | ۲۲    |